# Clayhatchee
Clayhatchee város az USA Alabama államában, Dale megyében. Lakosainak száma 466 fő (2020. április 1.).

## Népesség
A település népességének változása:

| 2010 | 589 |
| 2020 | 466 |